# Slivenec
Slivenec – część Pragi. W 2006 zamieszkiwało ją 1 930 mieszkańców.

Na jej terenie znajduje się cmentarz Slivenecki